# Li-sa-X
Li-sa-X（りーさーえっくす、本名非公表、2005年（平成17年）2月8日 - ）は、日本のギタリストである。
2023年3月2日神奈川県立金井高等学校卒業。

## 経歴
父親が音楽関係者で5歳になるまでは、遊び感覚でギターに触れており、5歳の頃から本気でギターを始める。2014年、YouTube上に演奏動画を公開したところ、その超絶テクニックに反響は大きく、「ヘヴィメタルの未来を担う天才少女」（MTV）、「将来が楽しみな名キッズ・ギタープレイヤー」（VH1）などと言及されている。
動画を見たギタリストのポール・ギルバートから特別レッスンのオファーを受け、2016年時点でオンラインでレッスンを受けて3年目に入っている。2016年9月にポール・ギルバートが来日公演を行った際、ゲストとして共演している。
2017年4月29日、NAONのYAONに最年少でフェス初出演。7月30日に初のソロライヴを開催。8月20日にはサマーソニック2017に初出演。この時、彼女は12歳7ヶ月11日であり、BABYMETALが持つ最年少出演記録（グループ平均13歳8ヶ月25日、個人13歳2ヶ月15日（MOAMETAL））を塗り替えた。
2018年1月には初の海外ライブでメガデスのギタリスト、キコ・ルーレイロと共演した。
2020年にはソロ活動と並行して、里奈（ヴォーカル）、葉月（ギター/NEMOPHILA）をメンバーに迎えて、自身初のバンド「Li-sa-X BAND」を結成。2020年3月30日にシングル『One More Chance Is Enough / Just Be My Treasure』を配信リリース。リードトラックとなる「One More Chance Is Enough」の演奏には、ベースにビリー・シーン（MR. BIG）、ドラムにシェーン・ガラースが参加している。
2022年1月19日に、Li-sa-X BANDとしての2ndシングル『Looking Up To You / Cola Bottle Again』を配信リリース。

## 作品

### アルバム
- セレンディピティ（2017年3月8日発売）[14]
- WILL（2018年10月24日）[15]

### シングル（Li-sa-X BAND）
- One More Chance Is Enough / Just Be My Treasure（2020年3月30日配信リリース）[12]
- Looking Up To You / Cola Bottle Again（2022年1月19日配信リリース）[13]

### その他
- ナンバーワン80s METALヒッツ（2016年8月10日発売、規格品番SICO4942、ボーナストラックとして収録）[16]

## 出演

### CM
- ジャパンネット銀行[17]